# Cotford St Luke
Cotford St Luke est une paroisse civile et un village du Somerset, en Angleterre.